# Pipo Ti
Jorge García (Madrid, España, 8 de noviembre de 1980) más conocido por su nombre artístico Pipo Ti, es un cantante y compositor de reggae español. Conocido por ser vocalista de las bandas funkgus, Gregtown y La Gran Pegatina. Actualmente trabaja en varios proyectos y en su carrera como solista.

## Carrera musical

### 2004-2007: Inicios
En 2004 se adobó a su primera banda llamada Funkgus (Funk, soul, rock y raggamuffin) y se creó porque en el skate Park donde iba a patinar se hizo amigo de un bajista y un baterista, con los que, además de patinar, hacían pequeños freestyles y no se tardó en afianzar una formación. En 2007 empezó con el reggae en la banda Gregtown.

### 2016: La pegatina
En febrero de 2016 anuncian "La Gran Pegatina", una big band con la incorporación de siete nuevos músicos, y que actuarán durante cinco meses comenzando en el festival Viña Rock.

### 2017: Días de Sol
En mayo de 2017 sacó su segundo álbum de estudio Dias de sol en colaboración con C-Kan. El álbum logró tener éxito en su primera semana de estreno, entrando en el número 12 de los charts de Billboard en las categorías Reggae y Latín Rhythm. El álbum fue anunciado desde 2015, antes de este álbum ya habían trabajado en los temas Aparece y Viajando en una nube, con los que abrieron diálogo entre el rap y el reggae. El primer sencillo De qué me sirve, logró más de 1 millón de reproducciones en 1 día y casi 4 en su primera semana de estreno. El segundo sencillo Tu y Yo fue estrenado exclusivamente en Tidal siendo uno de los 55 mejores de 2017.

### 2018: Una vida entera
El 16 de febrero de 2018 lanzó su sexto álbum "Una vida entera" con la banda de reggae, Forward Ever Band bajo el sello discográfico Mad91 Records y se compone de un total de 11 canciones. Incluye colaboraciones de Lasai, Chulito Camacho y Brother Wildman del grupo Emeterians; además aparecen dos cortes en versión Dub realizados por Chalart58. La producción fue a cargo de Forward Ever Band, en parte con conceptos musicales del propio Pipo Ti; todo grabado en Okoumé Studios bajo la supervisión de Mista T. Además, se ha cortado el pelo.

## Discografía

### Álbumes de estudio
- 2015: Wolaba mood
- 2017: Días de sol (con C-Kan).
- 2018: Una vida entera

### EP
- 2015: Test (EP)
- 2016: Fuera de control (EP)
- 2018: Hot Steppa (Remastered) (EP).

### Sencillos
- 2017: Es Así[11]

## Premios y nominaciones
Con La Pegatina
Latin GRAMMY'S
| Año  | Premio         | Categoría   | Obra            | Resultado | Ref. |
| ---- | -------------- | ----------- | --------------- | --------- | ---- |
| 2018 | Latin GRAMMY'S | Mejor Disco | "Ahora o nunca" | Pendiente |      |